# Soyuz MS-02
Soyuz MS-02 foi uma missão de uma nave Soyuz à Estação Espacial Internacional e a 131ª missão do programa russo iniciado em 1967. Ela transportou dois cosmonautas russos e um astronauta norte-americano até a ISS, onde se integraram à tripulação residente, levada no voo anterior, Soyuz MS-01, completando a Expedição 49 na estação. Durante a estadia em órbita os tripulantes também integraram a Expedição 50. A nave permaneceu acoplada à ISS neste período servindo como veículo de escape de emergência. Seu lançamento, antes previsto para 23 de setembro de 2016, foi adiado após a nave apresentar problemas em testes técnicos e realizada apenas quase um mês depois, em 19 de outubro.
Este foi o segundo voo da nova espaçonave do tipo Soyuz MS, uma versão modernizada do modelo TMA-M, que operou entre 2010 e 2016, desenvolvida pela agência espacial russa Roskosmos e pela RKK Energia.

## Tripulação
| Posição             | Cosmo/Astronauta |
| ------------------- | ---------------- |
| Comandante          | Sergei Ryzhikov  |
| Engenheiro de voo 1 | Andrei Borisenko |
| Engenheiro de voo 2 | Robert Kimbrough |

## Insígnia
Criada por Andrei Babkin e pelo comandante do voo Sergei Ryzhikov, a insígnia da missão foi desenhada em formato circular, simbolizando a perfeição de tudo criado no universo. No centro dela há uma imagem do sagrado Monte Tabor, na Terra Santa. No topo da montanha, existe uma fonte de luz simbolizando a santidade que ilumina todas as coisas da Terra. Desta fonte emergem três feixes, representando o desejo e a intenção dos três membros da tripulação de completar com sucesso suas futuras tarefas.
O Monte Tabor é enquadrado pela letra  Ф ("F", no alfabeto cirílico), desenhada em forma de uma órbita, no cimo da qual está a Estação Espacial Internacional e em sua base a espaçonave Soyuz. Dentro da letra F estão estrelas simbolizando o espaço em volta e três delas, maiores, representam a tripulação; os nomes dos tripulantes estão escritos em fonte estilizada e em seus alfabetos ao longo da linha externa em azul claro que circunda o emblema, junto com as bandeiras da Rússia e dos Estados Unidos, do nome da MS-02 e do logotipo da Roskosmos, a Agência Espacial Russa. Ainda dentro da letra F está a palavra "Favor", em russo, que é o sinal de chamada da missão e principal símbolo do emblema.

## Lançamento e acoplagem
Inicialmente confirmado para a noite de 23 de setembro de 2016, um comunicado lacônico da Roscosmos, a Agência Espacial Russa, publicado on line seis dias antes da data estipulada, anunciou o adiamento do lançamento por problemas técnicos, sem maiores detalhes. No dia seguinte, a agência de notícias russa RIA Novosti divulgou que o problema ocorrido foi um curto circuito nos sistemas da nave após ela ser encapsulada em sua carenagem protetora de lançamento, o que fez o voo ser adiado. Ele ocorreu apenas em 19 de outubro, lançado da plataforma 31 do Cosmódromo de Baikonur, às 17:05 hora local. A nave acoplou-se com a ISS dois dias depois, depois de 34 órbitas nas quais fez vários testes técnicos durante a viagem à estação.

## Desacoplagem e pouso
Depois de passar 173 dias no espaço, período em que seus tripulantes participaram de duas expediçoes na ISS, a nave desacoplou-se do módulo Poisk às 07:57 UTC de 10  de abril de 2017, começando a deorbitagem de volta à Terra, pousando às 11:20 UTC nas estepes do Casaquistão, cerca de 155 km a leste da cidade de Dzhezkazgan.

## Galeria

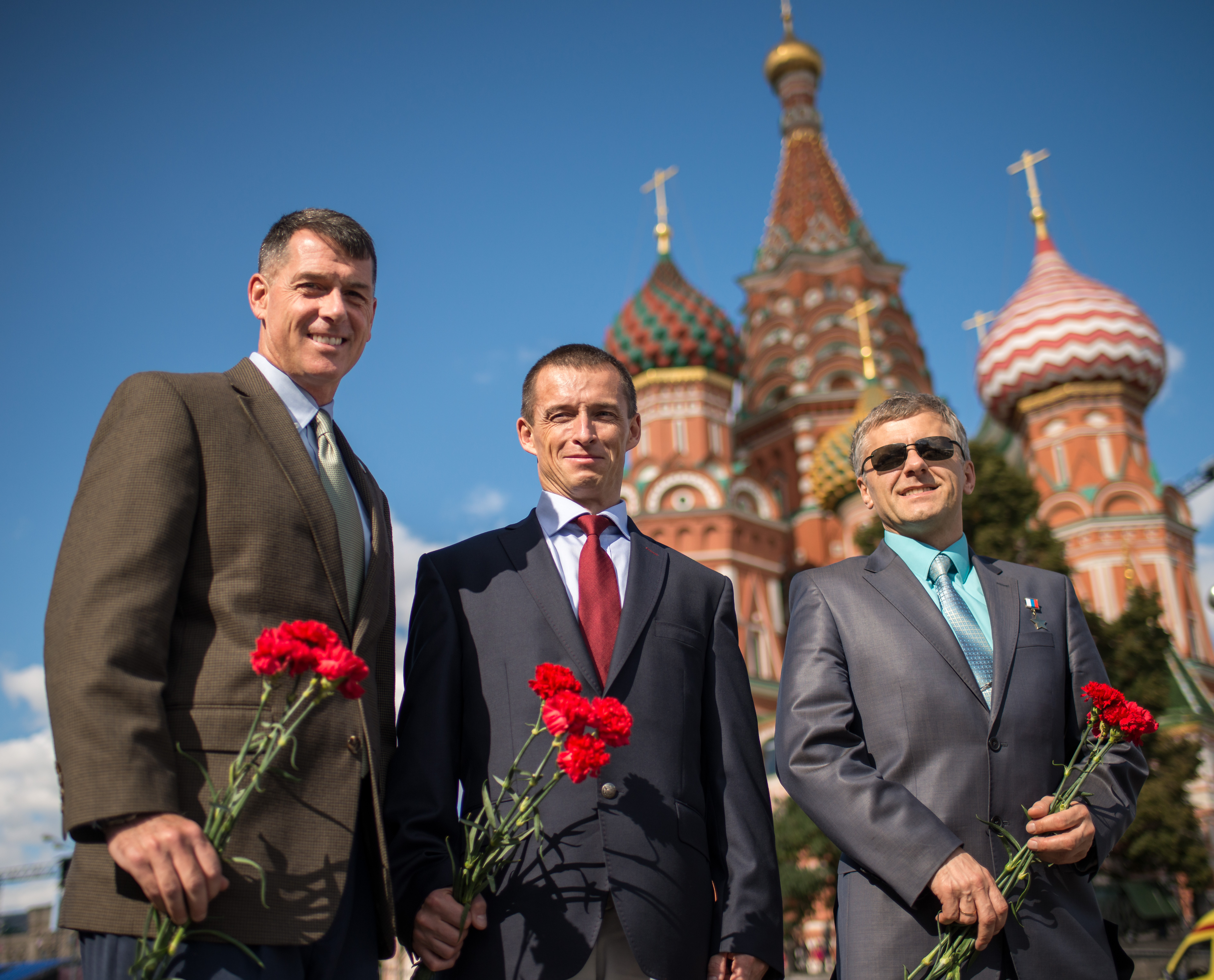
Tripulação participa de tradicional cerimônia na Praça Vermelha, em Moscou, antes do voo.
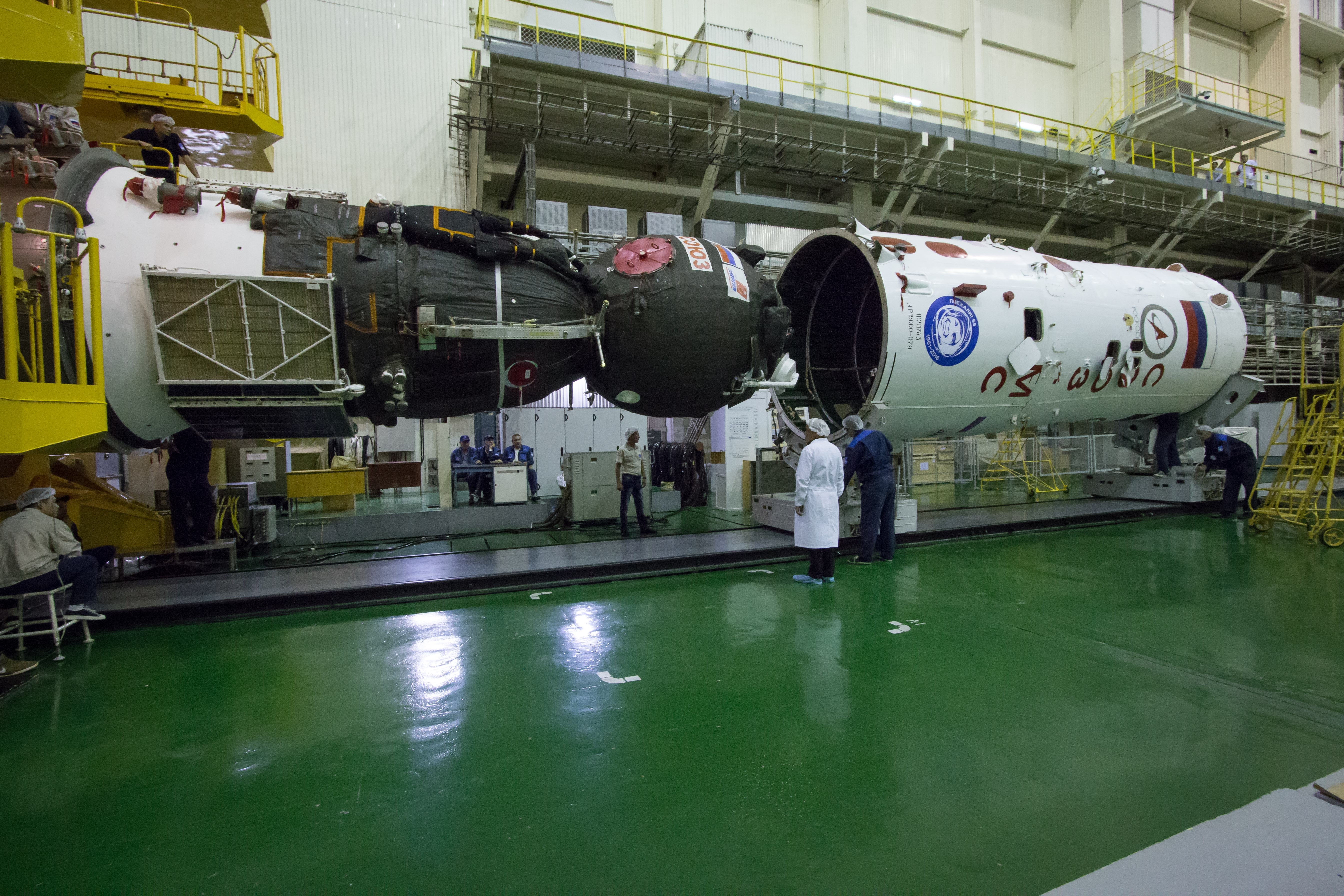
A MS-02 sendo encapsulada em sua carenagem protetora.
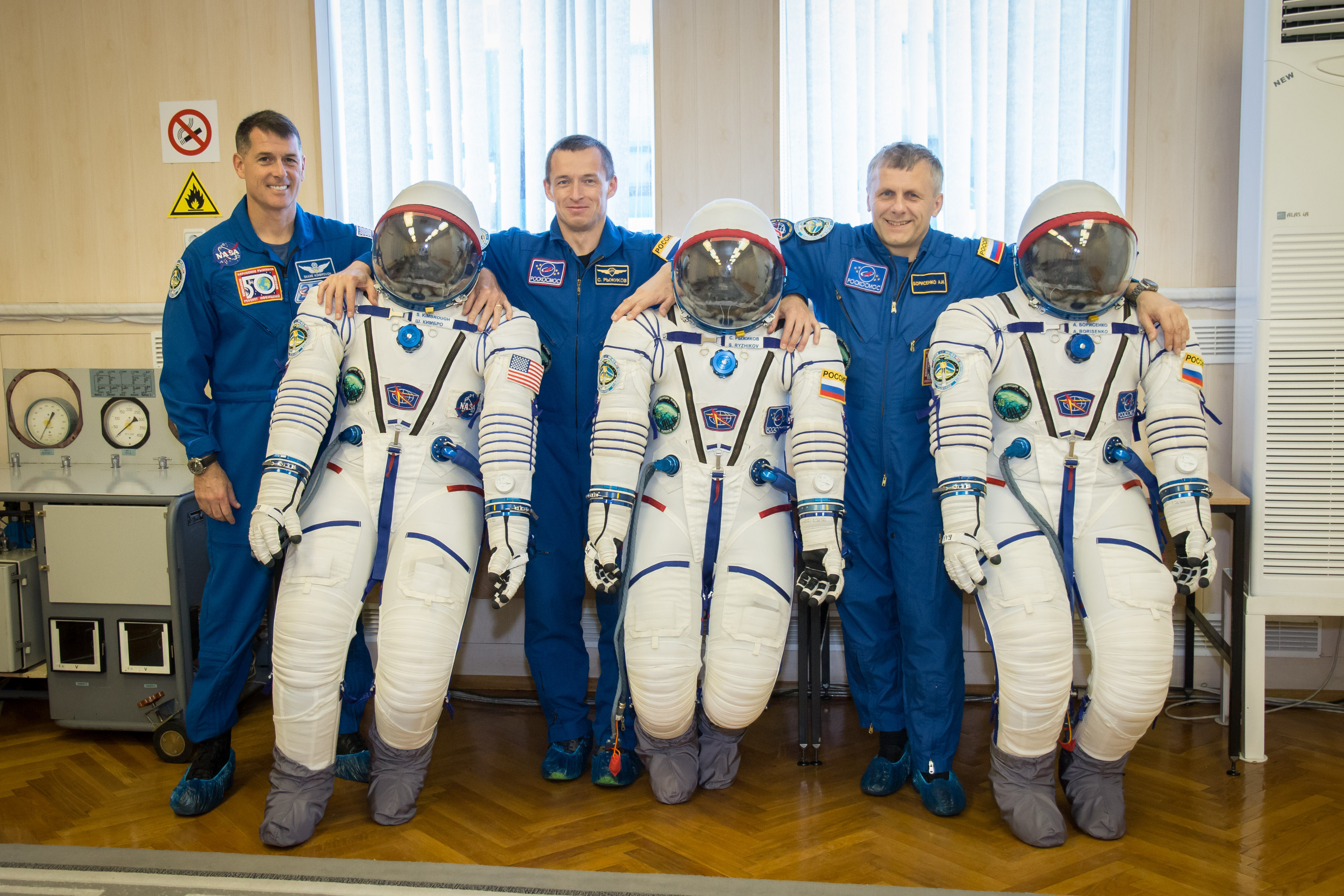
A tripulação posa com seus trajes espaciais Sokol em Baikonur.
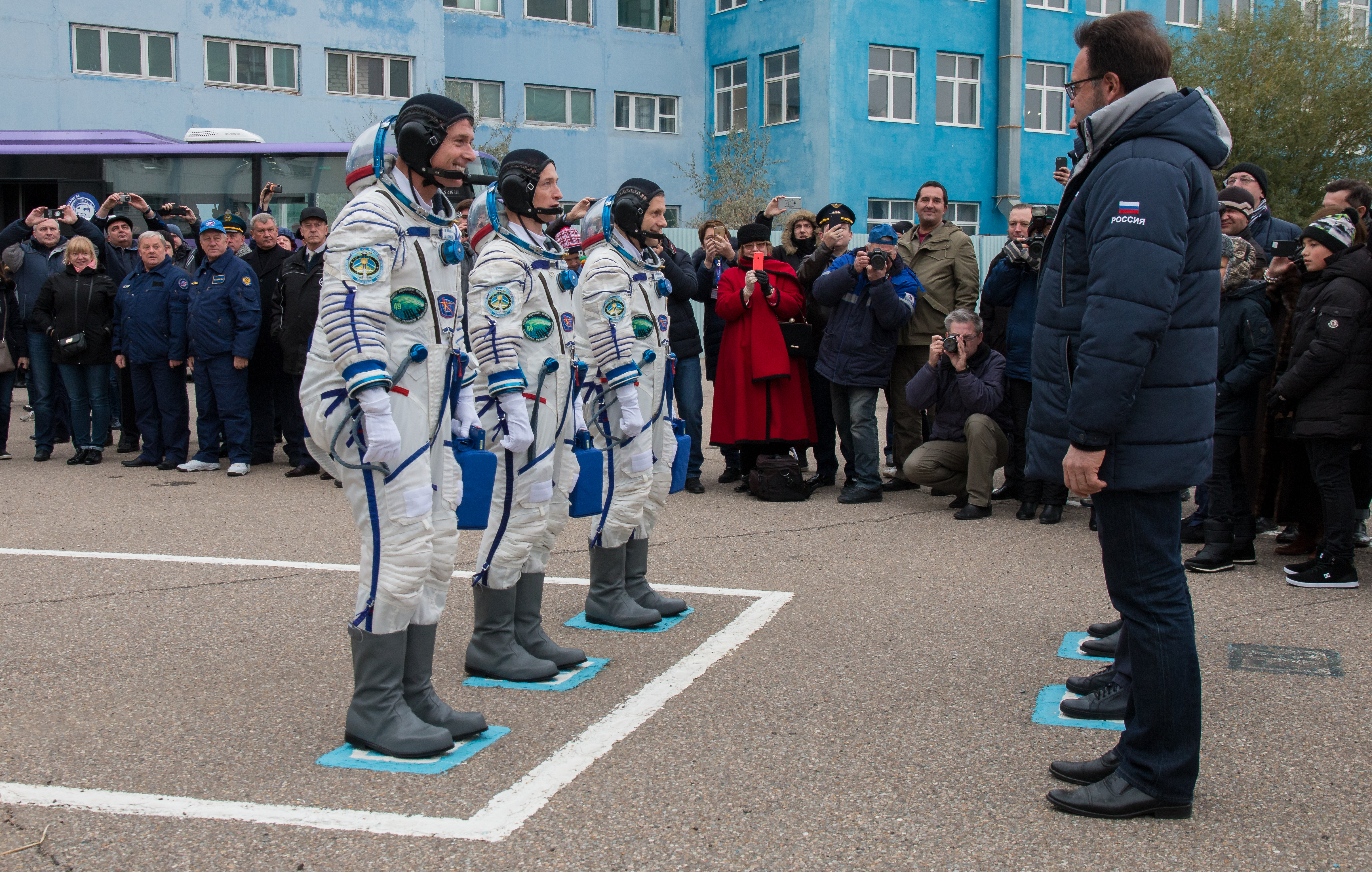
A tripulação na cerimônia de despedida em Baikonur.
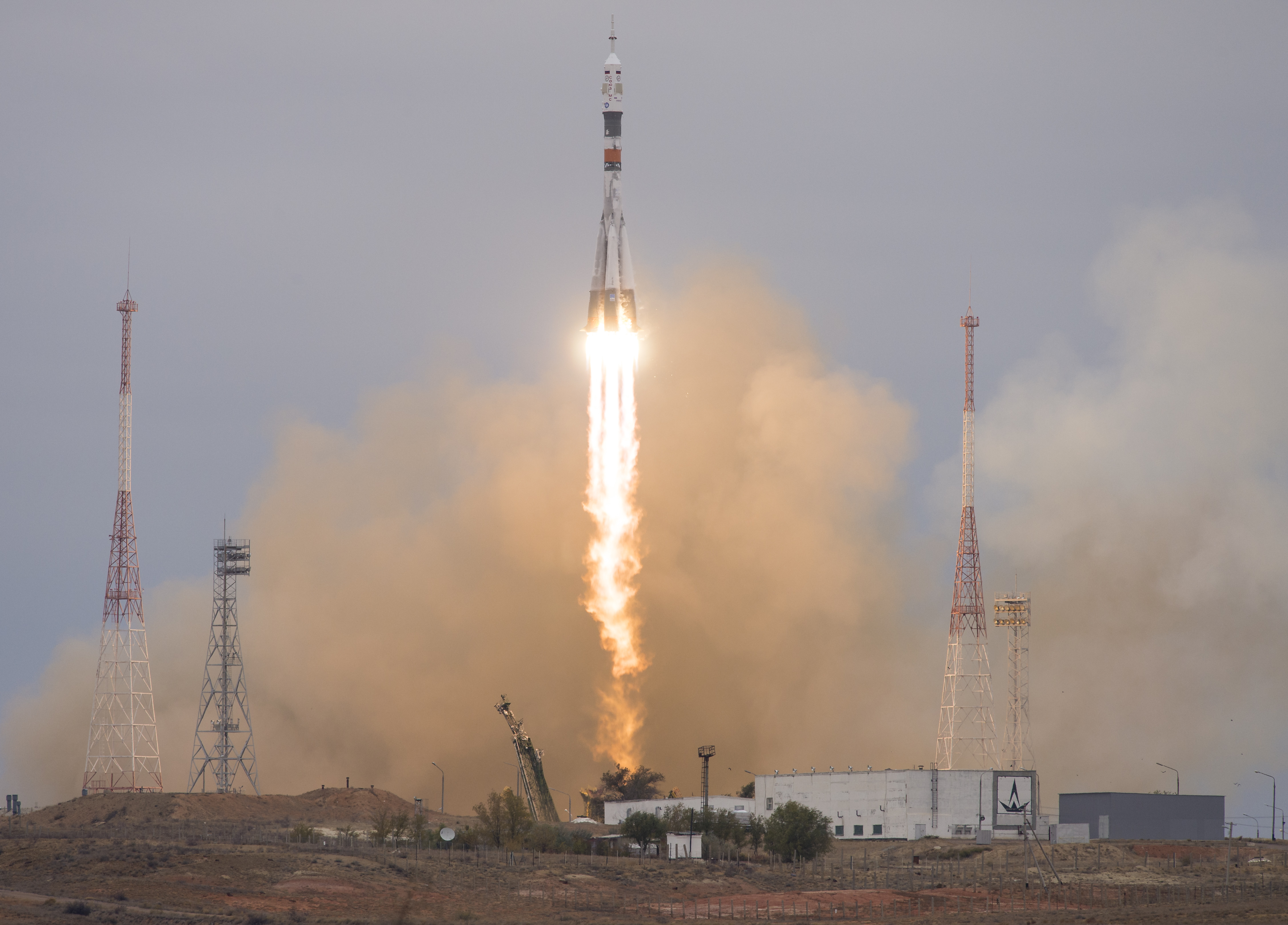
Lançamento da nave.
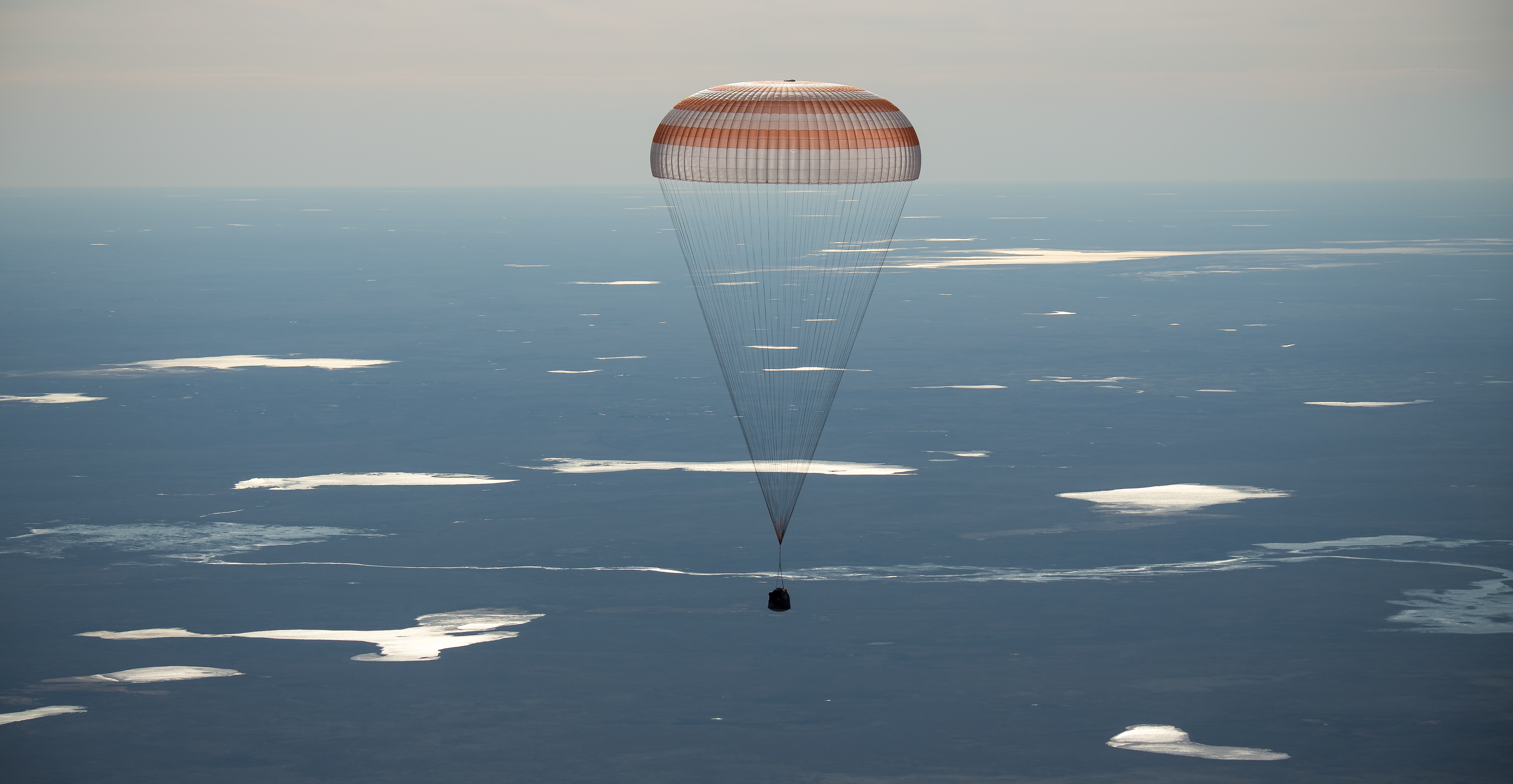
A cápsula com os tripulantes pousando no Casaquistão.